# Olga Fedtchenko
Olga Alexandrovna Fedtchenko (О́льга Алекса́ндровна Фе́дченко), née Armfeldt (18 (30) octobre 1845 à Moscou - 24 avril 1921 à Petrograd), est une botaniste russe qui fut membre-correspondant de l'Académie des sciences de Russie. C'est l'épouse du biologiste et géographe Alexeï Fedtchenko (1844-1873), la mère du naturaliste et botaniste Boris Fedtchenko (1872-1947) et la fille du professeur de médecine légale de l'université de Moscou, Alexandre Armfeldt (1806-1868), issu d'une famille de la noblesse suédoise de Finlande. L'usage à son époque était d'utiliser, pour l'alphabet latin, la transcription allemande de son nom, c'est-à-dire Fedtschenko.

## Biographie

### Premières années
Olga Armfeldt naît dans l'appartement de fonction de son père, professeur de médecine à l'université de Moscou et inspecteur de l'institution Nicolas. Elle est le troisième enfant de ses neuf enfants (cinq fils et quatre filles). Elle reçoit une éducation à domicile, jusqu'à l'âge de onze ans. Elle apprend le dessin, la musique, le français et l'allemand et entre ensuite à l'institution Nicolas. Elle s'intéresse à la botanique et à la zoologie. Olga Armfeldt passe ses vacances d'été au village de Tropariovo dans l'ouiezd de Mojaïsk, où elle rassemble un herbier en 1861-1862 qui permet au botaniste Nikolaï Kauffmann (1834-1870) d'étoffer son catalogue intitulé La Flore de Moscou. Elle rassemble également une collection d'insectes qui sera répertoriée plus tard par son futur mari.
Le zoologue Nikolaï Senger (1844-1871) fait admettre la jeune fille de dix-neuf ans, en 1864, à la Société impériale des amateurs de sciences naturelles, anthropologie et ethnographie qui vient d'être fondée par lui et Bogdanov. Elle prend part activement aux travaux et recherches de cette société savante, tout en donnant des cours d'histoire, de dessin, d'allemand et de français, bien qu'elle fût indépendante financièrement. Elle traduit des articles de l'allemand et du français pour le journal russe Jardinage (Sadovodstvo) dont les fameuses lettres zoologiques (Zoologische Briefe) de Gustav Jäger (1832-1917) et une grande partie du livre de Josef Maximilian Petri Über das Seelenleben der Tiere.

### Études et voyages scientifiques
Ensuite Olga Armfeldt collabore au musée zoologique où elle fait connaissance de son futur mari Alexeï Fedtchenko qui vient de terminer ses études de sciences naturelles où il s'était spécialisé en anthropologie et zoologie. Ils traduisent ensemble le premier tome d'Anthropologie de Theodor Weiz publié en 1867. Elle traduit des ouvrages savants d'anthropologie, domaine qu'elle étudie en même temps et organise avec Fedtchenko des expositions ethnographiques au musée en 1867. Ils se marient le 2 juillet 1867 et passent leur voyage de noces en Scandinavie, notamment en Finlande et en Suède. Elle aide son mari à Helsingfors et à Stockholm à mesurer des crânes et à les dessiner, notamment à l'aide d'un pantographe.
Au début de l'année 1868, le jeune ménage est en Autriche et en Italie, où elle rassemble et étudie des herbiers et collectionne les insectes qu'elle dessine ensuite. Son mari pendant ce temps se prépare à une expédition pour le Turkestan dont Olga est nommée la botaniste principale. Ils participent avant de partir à la première conférence de sciences naturelles de l'université de Saint-Pétersbourg.

### Expédition du Turkestan (1868-1872)
Olga Fedtchenko accompagne donc son mari pour une expédition scientifique au Turkerstan organisée par lui et la Société moscovite de sciences naturelles. Le Turkestan est alors une contrée peu étudiée. Le jeune ménage y passe trois ans avec une courte interruption. Ils arrivent à Samarcande en janvier 1869, puis se rendent à Tachkent. Elle peint et dessine les localités qu'ils traversent, ainsi que les exemplaires recueillis par son mari. L'expédition n'est pas toujours la bienvenue et à la préparation scientifique s'ajoute pour les scientifiques la nécessité d'affronter le danger. Elle est escortée par une sotnia (centurie) de cosaques-artilleurs. Le futur héros de la guerre de 1877-1878, Skobelev, commande un temps les cosaques. Un jour, l'expédition est attaquée par les tribus montagnardes dans des gorges à proximité du lac Koul-i-Kolon près de Pendjikent (aujourd'hui au Tadjikistan). Olga Fedtchenko soigne les blessés et fait montre d'une grande maîtrise de soi. De 1869 à 1871, ce sont quatre expéditions auxquelles participent les époux Fedtchenko : le long de la vallée du Zeravchan, vers le lac Iskanderkoul, dans le désert de Kyzyl Koum et dans la vallée de Ferghana, jusqu'aux monts Trans-Alaï.
Entre chaque expédition, les époux Fedtschenko demeurent à Tachkent s'occupant à analyser le résultat de leurs recherches et des matériaux obtenus. En même temps, Olga Fedtchenko s'occupe de ses collections d'insectes et correspond avec des savants russes et étrangers, tout en dessinant les lieux visités. Alexeï Savrassov (1830-1897) peint d'après ses études et ses croquis.
Les herbiers d'Olga Fedtchenko rassemblent des milliers de plantes dont un grand nombre est étudié pour la première fois. Elle fait parvenir ainsi à Moscou des racines de Ferula moschata qui sont plantées au jardin botanique. Les matériaux de ces herbiers du Turkestan et de ces collections d'invertébrés sont étudiés par les savants et les naturalistes russes. Elle est décorée de la grande médaille d'or de la Société impériale des amateurs de sciences naturelles, d'anthropologie et d'ethnographie. De retour à Moscou, elle étudie tous ces matériaux et participe à l'organisation du département du Turkestan de l'exposition polytechnique de 1872.

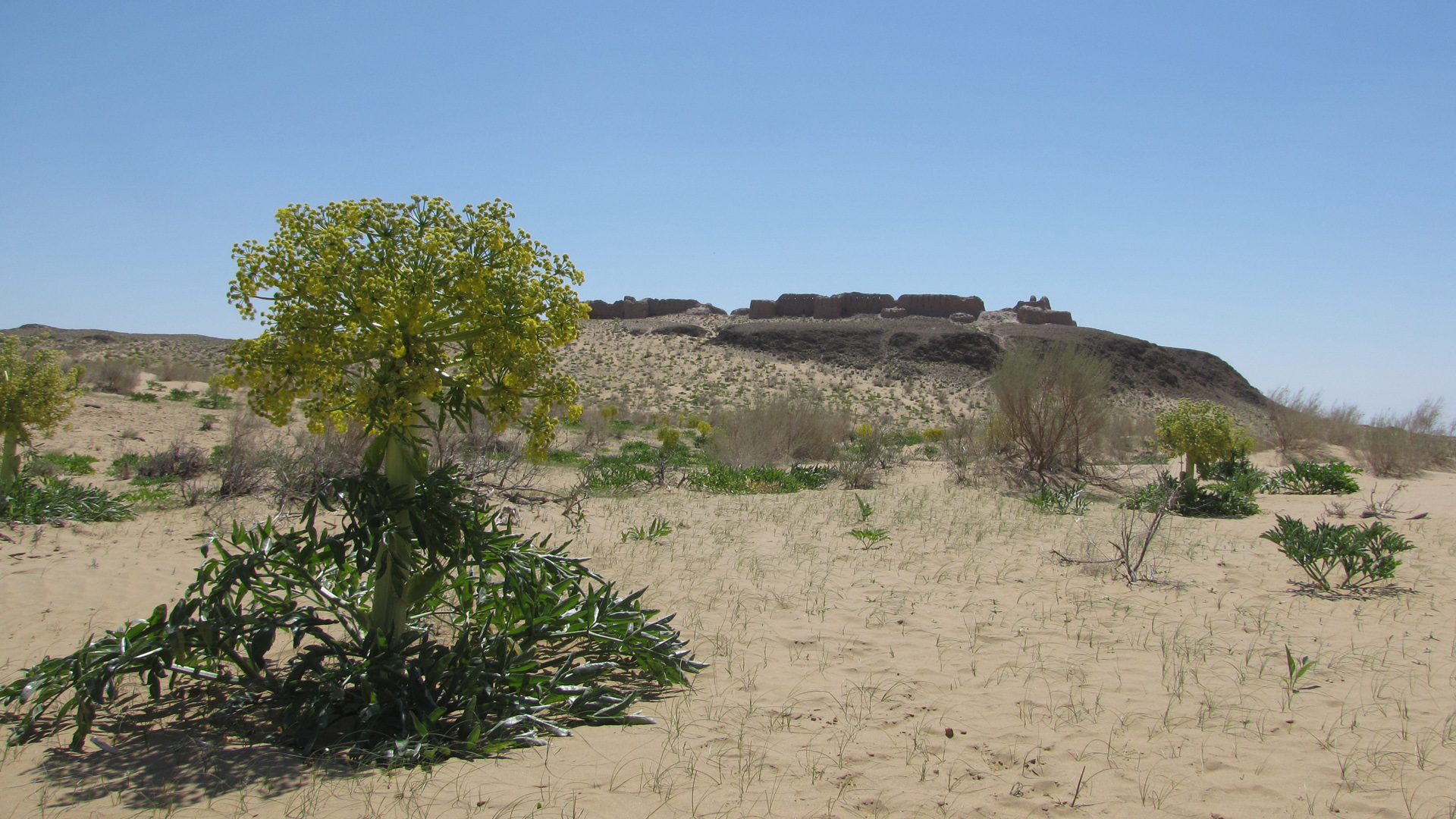
Paysage du Kyzylkoum avec Ferula assa-foetida, près de la forteresse d'Ayaz Kala
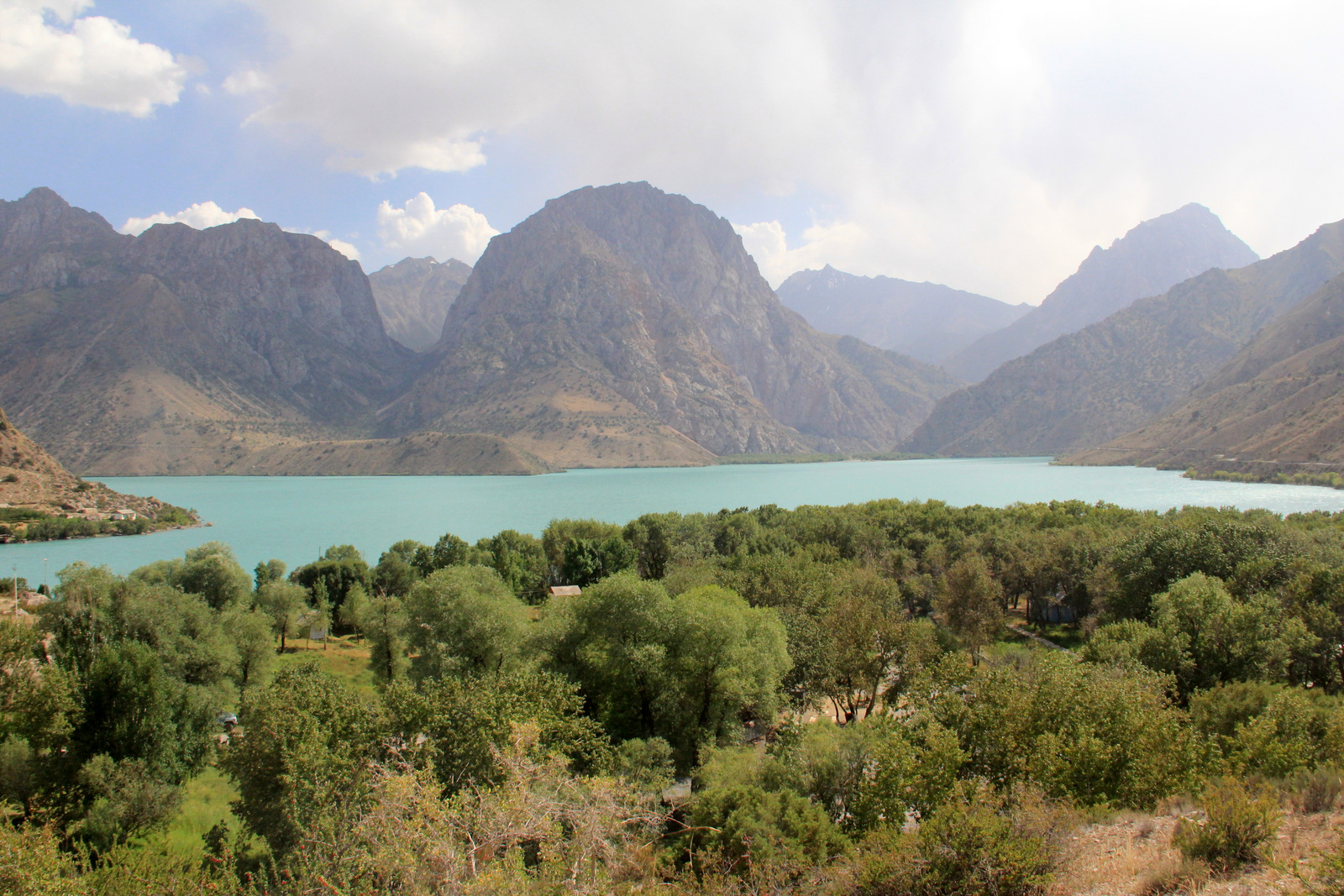
Le lac Iskanderkoul
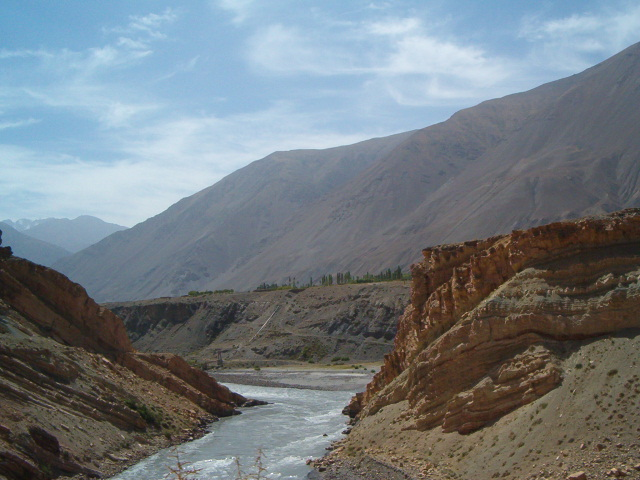
Vue de la vallée du Zeravchan

### Voyage en Europe
En septembre 1872, les époux Fedtchenko décident de se rendre en Europe occidentale, car Alexeï Fedtchenko a l'intention d'étudier les glaciers du Mont Blanc, afin de préparer une expédition au Pamir. Ils passent l'hiver 1872-1873 à Leipzig, où naît leur fils Boris, puis ils se rendent à Heidelberg en mars 1873 où elle traduit l'article de Henry Youle Hind L'Histoire et la géographie de l'Amou-Daria pour Les Nouvelles de la Société géographique. Cette traduction, avec les commentaires et les notes de son mari, reçoit une médaille d'argent de la Société impériale de géographie remise par Nikolaï Khanykov (1822-1878). Les époux passent six semaines à Lucerne où ils explorent le glacier de Grindenwald et arrivent au lac Léman en août 1873. Ils s'installent à Montreux où Olga se repose avec son petit bébé. Alexeï, quant à lui, part pour Chamonix afin d'escalader le Mont Blanc. Mais il y meurt. Il n'a que vingt-neuf ans. Cette fin tragique frappe la jeune femme, mais elle décide de se ressaisir et de poursuivre l'œuvre de son mari. Elle fait publier le résultat des expéditions du Turkestan, fait appel à des savants, et en rédige elle-même les études et les commentaires. La publication est prête au bout de deux ans, grâce à son énergie et à son professionnalisme. Ils comprennent un album de lithographies Vues du Turkestan russe selon les dessins d'après nature d'O.A. Fedtchenko. Le zoologue Vassili Oulianine et d'autres scientifiques participent à la rédaction de sa description de la faune et de la flore du Turkestan qui paraît en plusieurs tomes (grâce aux fonds avancés par le général von Kaufmann) à la Société impériale des amateurs de sciences naturelles. Vingt-quatre publications voient ainsi le jour avec le nom de son mari sur le frontispice.
L'ouvrage Voyage à Kokand, album de vues et de données anthropologiques à propos des autochtones du Turkestan, avec des commentaires de Bogdanov, est publié grâce à Olga Fedtchenko. Elle écrit également en 1874 Fedtschenkos Reisen in Turkestan 1868-1870. En signe d'attention et d'hommage à ses travaux, l'empereur Alexandre II lui fait parvenir un bracelet décoré de brillants et de rubis.

### Travaux à la fin du siècle
Une part significative des travaux d'Olga Fedtchenko de la fin du siècle est consacrée à la botanique, en particulier à la flore d'Asie centrale. Elle élève aussi son fils qui fait ses études de sciences naturelles à l'université de Moscou et deviendra un botaniste distingué.
De 1881 à 1887, Olga Fedtchenko étudie la flore du gouvernement de Moscou et son fils participe à l'étude de l'herbier des ouïezds de Mojaïsk et de Serpoukhov. Elle s'occupe également de l'herbier du jardin apothicaire de Moscou qui dépend de l'université de Moscou et fait paraître dans les années 1890 des catalogues de mousses dans les bulletins du jardin impérial de Saint-Pétersbourg. C'est alors qu'elle entreprend plusieurs voyages d'études avec son fils. D'abord dans l'Oural en 1891 et 1892, en Crimée en 1893, en Transcaucasie en 1894, puis de nouveau au Turkestan, où elle étudie notamment la flore des monts Tian occidentaux en 1897. Elle se rend avec son fils au Pamir en 1901, jusqu'à la frontière de l'actuel Afghanistan, pour y recueillir une fois encore du matériel botanique.
Elle fait paraître Matériaux pour la flore de l'Altaï méridional, Catalogue des plantes recueillies dans l'ouiezd d'Omsk, Catalogue de l'herbier de l'expédition scientifique du Turkestan, Flore du Pamir, etc. Plusieurs de ses illustrations paraissent en gravures dans la Géographie universelle d'Élisée Reclus, éditée chez Hachette en 1881.

### Jardin d'acclimatation
Olga Fedtchenko réalise son rêve en 1895: elle aménage un jardin d'acclimatation de plantes méridionales et orientales. Il se trouve dans sa propriété d'Olguino (ouiezd de Mojaïsk). Pendant vingt-cinq ans, Olga Fedtchenko, acclimate des plantes décoratives, qu'elle étudie et arrange avec soin. Elle se passionne notamment pour les iris. Le jardin est connu des botanistes de toute l'Europe et l'on y échange des graines et plantes rares.

### Travaux avec son fils
Son fils Boris est devenu professeur de géobotanique et spécialiste de la flore d'Asie centrale. En 1900, il est nommé botaniste principal au jardin impérial botanique de Saint-Pétersbourg. Aussi Olga Fedtchenko décide-t-elle de déménager auprès de son fils dans la capitale impériale. Ils organisent en 1901 une expédition au Pamir. Olga a cinquante-cinq ans et Boris vingt-huit ans. Ils atteignent le Chougnan pratiquement inaccessible au sud-ouest, longent la rivière Piandj à la frontière de l'Afghanistan, afin de rassembler le plus possible d'informations sur la flore du Pamir.
Olga Fedtchenko retourne deux fois au Turkestan : une fois en 1910 et une autre fois en 1915. Elle a soixante-dix ans pour cette dernière expédition.
Elle visite aussi des expositions botaniques internationales, comme celle de Londres, collabore au jardin botanique de Berlin, de Londres ou de Genève. Elle participe en 1898 à la Xe conférence des naturalistes qui se tient cette année-là à Kiev et continue vers Vienne, Genève, Paris, Londres et Berlin. Son nom est connu chez les botanistes du monde entier. Elle travaille jusqu'à la fin de sa vie. Un mois avant sa mort en mars 1921 elle fait paraître encore une soixante-dixième publication Nouveaux matériaux pour la connaissance du genre « Eremurus ».

### Membre de sociétés savantes
Olga Fedtchenko devient membre en 1874 de la Société des amateurs de sciences naturelles, d'anthropologie et d'ethnographie de l'université de Moscou dont elle devient la secrétaire quelques années plus tard. Elle est également membre de la Société impériale des naturalistes de Moscou.
En 1906, elle est nommée membre-correspondant de l'Académie des sciences de Saint-Pétersbourg. C'est la première femme à occuper ce poste parmi les botanistes en Russie.
Elle est également membre de plusieurs sociétés savantes étrangères, comme la Société de géographie de Paris, l'Académie des sciences de Boston, l'Académie internationale de géographie botanique, etc.

## Hommages

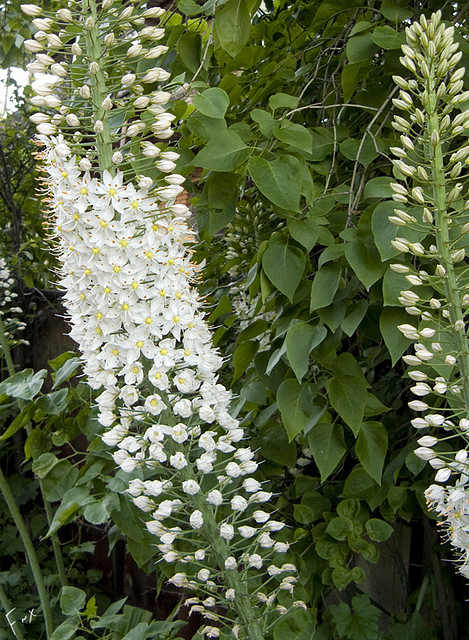
Lis des steppes Olga, nommé en son honneur par Eduard von Regel

En 1922, après sa mort, le botaniste Modeste Iline, du jardin botanique de l'Académie des sciences de Russie soviétique (ex jardin botanique impérial) donne son nom à un genre d'Asteraceae d'Asie centrale, Olgaea Iljin.
Environ une centaine d'espèces de plantes d'une trentaine de familles portent comme épithète son nom de baptême Olga, en son honneur (olgae). Un certain nombre d'entre elles ont été étudiées par Eduard von Regel.
La rose Rosa fedtschenkoana que l'on trouve dans le Pamir et les monts Tian a été baptisée d'après Olga Fedtchenko.
En 1877, Oktawiusz Radoszkowski nomme en son honneur des guêpes fouisseuses du genre Olgia (Crabronidae, Gorytinae).

## Quelques publications
- (ru) Материал к флоре Южного Алтая [Matériaux pour la flore de l'Altaï méridional]
- (ru) Список растений, собранных в Омском уезде в 1898 году [Catalogue des espèces végétales recueillies dans l'ouiezd d'Omsk en 1899]
- (fr) Note sur quelques plantes de Boukharie
- (fr) Matériaux pour la flore de la Crimée, in Bulletin de l'herbier Boissier, Genève, 1902 (en collaboration avec son fils Boris Fedtchenko)
- (fr) Matériaux pour la flore de Caucase, idem
- (ru) Ranunculaceae Русского Туркестана [Ranunculaceae du Turkestan russe]
- (ru) Высшие тайнобрачные Русского Туркестана [Les cryptogames supérieurs du Turkestan russe]
- (ru) Каталог гербария Туркестанской учёной экспедиции [Catalogue de l'herbier de l'expédition scientifique du Turkestan]
- (ru) Список Orobanchaceae гербария [Liste de l'herbier des Orobanchaceae] // in Мат-лы к познанию фауны и флоры Росс. империи. Отд. ботан.. — 1899. — В. 3. — p. 203—210.

## Source
- (ru) Cet article est partiellement ou en totalité issu de l’article de Wikipédia en russe intitulé « Федченко, Ольга Александровна » (voir la liste des auteurs).